# 内的自己救済者
内的自己救済者（ないてきじこきゅうさいしゃ）は、解離性同一性障害に関わる概念である。Inner Self Helper（インナー・セルフ・ヘルパー）の日本語訳で、ISH（イッシュ）と呼ばれることが多い。精神科医ラルフ・B・アリソン(Allison, R.B.)が1974年に「多重人格のための新しい治療アプローチ」という論文で発表した。ただし同論文では「Inner Self」と記されている。内部の自己救済者と訳されることも多い。
なお、DSM-IVにおいて多重人格障害(MPD)が解離性同一性障害(DID)と改称された後もアリソンはMPDの呼称を使い、かつDIDをそれと別に定義している。このため本稿では、DIDとMPDについてあえてアリソンの表記に従う。

## Inner Self（内なる自己）
「Inner Self」という熟語は「Finding Your Inner Self」などと、よく使われる。そしてアリソンは、患者の交代人格のひとつを「人格の更に重要な部分、つまり魂より派生した内なる自己、真の自己、或いは自我と呼ばれるものであると確信した」。そしてそれは「意識や無意識とは別のものであり、愛や知識、強さといった性格で特徴つけられる。神というのは人間のその部分のことかもしれない」ともいっている。
1985年には「Spiritual Helpers I Have Met（私が出会った霊的救済者）」というタイトルで論文を書いており、「Inner Self」＝「Spiritual Helpers」＝「Inner Self Helper（ISH）」、あるいは「Inner Self」＋「Spiritual Helpers」＝「Inner Self Helper（ISH）」というような関係になる。

## Inner Self Helper（ISH）
「Inner Self Helper or ISH」と書き出したのは1978年の「多重人格の合理的な精神療法案」からである。アリソンが聞いたMPD（現在のDID）の中のISHの自己紹介は次ぎのようなものである。
私はたくさんの働きをしています。私は良心です。必要があれば罰を与えるものともなります、教師であり、疑問への回答者です。私は彼女（この患者本人）の未来の姿ですが、完全に同じものではありません。彼女は感情の表現手段を持っていますが、それは私には必要ないものです。将来の彼女は私の論理的思考能力と物事を客観視する能力を持つ事になります。そうなっても私はずっとここにいて、独立したままです。ただ独立と言っても、あなたがた普通の人と同じように、ごく細い線で全体と区切られているだけです。緊急用の予備のように。もし私がいなくなれば、彼女には体しか残りません。私を一部だけを残して取り除く事も出来るでしょう。しかし私を全て取り除いてしまえば、彼女は抜け殻になります。私は今、交代人格たちの作り出した混乱と問題を整理しているところです。
ISHは通常一人にひとつなのだが、アリソンは一人の人間にISHが六つ存在しているのに出会ったことがあるという。

### 理性的自己(Intellectual Self)
アリソンは「人間の心は二つの主要な部分から成り立っている」と二元論でとらえている。西洋の哲学は歴史的に人間の構成要素として「肉体、心、そして魂」を論じてきたがここでは「心」と「魂」である。この2つを様々な言葉で言い表しているが、2005年の論文では「心」に対して「Personality」という言葉を、「魂」に対しては「Essence」という言葉を当てはめている。
そしてEssenceは、ユングのフィレモンか、トランスパーソナル心理学のアサジョーリの「トランスパーソナルセルフ」と同じ実体であり、我々はみなひとつ持っているとする。アリソンは1980年の著書の中でも「心の＜意識＞と＜無意識＞については、精神科医の数だけ"定義”がある。私はどちらかというとイタリアの精神科医ロベルト・アサジョーリ博士の説に賛成だ」と述べ、アサジョーリと同様に無意識を3階層に分け、その最上位を「愛や感謝、誠実の源でもあり、＜ISH＞により作られる全ての交代人格はこの場所から出てくる」と述べている。アサジョーリの「トランスパーソナルセルフ」もその最上階の突端に位置し、神、宇宙に通じるものとされる。アリソンは2003年の「シャーマニズムおよび代替治療の研究に関する第20回年次国際会議」での発表で、自分の「Essence」は紀元前のローマ軍の将校で名をMichael.といい、その埋葬地を訪れたときのことを述べている。これを読むと「Essence」とは日本の感覚ではうしろの百太郎のような守護霊と変わらない。なお守護霊という概念は日本原産ではなく「Guardian Spirit」の訳語である。
また「心」と「魂」を「Emotional Self」と「Intellectual Self」とも呼ぶ。そしてその2つは日本語の「感情」と「理性」に相当することをアリソンは自分のサイトで表明している。このため以下では「Emotional Self」を「感情的自己」、「Intellectual Self」を「理性的自己」と表す。ただし日本語の「理性」は、人が成熟していく過程で獲得される後天的な印象が強いが、アリソンのいうそれは産まれたときから、あるいは産まれる前から存在するものである。
アリソンは幼少期に心の傷を受けた子供は「感情的自己」と「理性的自己」が分かれてしまうとする。その「理性的自己（Intellectual Self＝Essence）」が「内的自己救済者：Inner Self Helper」である。それは、MPD患者内部のSelf Helper 「自己救済者」ではなく「内なる自己（Inner Self）」「理性的自己」自身であり「真理・精霊につながるもの」である。アリソンの概念は1970年代から現在に至るまでに若干変わっているのだが、1978年の論文ではISH/Essenceと書き、1980年には次のように述べる。
「交代人格とISHははっきりと別の存在である。また、多重人格者だけでなく、誰にでもISHはある。」
「ISHは多重人格者だけでなく、誰にでも産まれたときから存在している。ただ多重人格者の場合はISHが別の人格であるかのように見えるだけである。」
そして、ISHは神の代理人であり精霊であるかもしれないとする。ただし後にアリソンは「誰にでもISHはある」という部分を軌道修正する。（後述「MPDとDID」）

### 感情的自己(Emotional Self) と交代人格
一方の「感情的自己(Emotional Self=Personality)」は、「理性的自己(Intellectual Self＝Essence)」が分かれてしまった時点では基本人格(original personality)なのだが、これがバラバラになって複数の人格（別人格）になってしまうとする。バラバラになった人格の中には「否定的交代人格」や「迫害者人格」や「救済者人格」があり、例えば「否定的交代人格」が手首を切ったりすると「救済者人格」が救急車を呼んだりする。
ところがこの「救済者人格」はあくまで「感情的自己(Emotional Self)」から分かれたその一部なのであって、「理性的自己(Intellectual Self＝Essence)」を体現する ISH（Inner Self Helper）とは別物である。放火犯容疑者として精神鑑定を依頼されたマークの中に、アリソンは怒り狂う怪物「否定的交代人格」と「救済者人格」を見つけたが、その後マークが起こした強姦殺人事件では、「ISHは人が非道な悪事を働くことを決して許さない」というアリソンの信条にもかかわらず、その「救済者人格」は「傍観者を通して」「殺人を止めようとはしなかった」。そのことからアリソンは「救済者人格とISHは別物」と考え、更に後には「MPDとDIDは別物」そして「IIC」という概念を提唱するようになる。

## MPDとDID
アリソンは「MPD と DID はともにもともと二つの全く異なる疾患群を示すべき用語である」とする。アリソンがMPDとDIDを区別して論じ始めたのは、DSM-IVの改訂で、それまでの「多重人格障害」という疾患名が「解離性同一性障害」と変更されて以降のことである。アリソンはこの名称変更に反対した。しかしその後、MPDとは別にDIDと呼ぶ方が適切である患者もいると思いはじめる。

### 多重人格障害(MPD)
患者が7歳以前に解離してしまった場合をMPDと呼び、8歳以降に解離してしまった場合をDIDと呼ぶ。アリソンのMPDの定義においては、最初の解離は心の二つの部分が離れることであり、それは理性的自己（Intellectual Self）と感情的自己（Emotional Self）の解離である。患者が強いトラウマに直面したときに、彼女（または彼）の理性的自己は、生命を維持する目的で感情的自己から離れる。患者の感情的自己（Emotional Self）は同時に基本人格（Original Personality）であるが、体と脳から離れて安全な場所に隠されて眠りにつく。そしてそこではEmotional Self からすべての「性格的要素」がはぎ取られてしまう。理性的自己（Intellectual Self）はISH と変じ様々な交代人格を創造し始める。これらの交代人格は患者の感情的自己＝基本人格がこれから先成長する過程で獲得するであろう「性格的要素」から作られる。
ISH が最初に作成するのはFalse Front という交代人格である。安克昌と三條典男は「日常人格」と言う訳を当てたが、基本人格でない主人格と考えれば判りやすい。この人格は強いストレスをやり過ごして日常を暮らせるようにプログラムされている。しかしこの主人格（False Front）は怒りの感情を表現するようにはデザインされていないために、虐待や強いストレスが続いているとその怒りを処理するための新しい人格が作成される。これが怒りの交代人格（Persecutor Alter）である。この交代人格は反社会的な仕返しを行うので、ISH は救済者人格（Rescuer）を作成する。救済者人格は怒りの交代人格が引き起こす困った事態のつじつまを合わせたり、必要なところに通報したりして事態を解決しようと試みる。

### 解離性人格障害(DID)
アリソンの定義するDID は患者の発症年齢が約8歳以上の場合である。その場合、感情的自己（Emotional Self）から理性的自己（Intellectual Self）は解離しておらず、従ってISH は存在しない。理性は感情がコントロールするには複雑すぎる種々のトラウマティックな状況をやりくりするために最初の交代人格を形成する。この時のトラウマは生命の危機と言うほどのことが無くても起こりうる。
アリソンは1980年段階ではすべての人間にISHは存在するとし、それが発見出来ないのは治療者側の問題であるかのように述べたことがあるが、このDIDの理解はその自説を修正したということになる。
感情的自己（Emotional Self）から理性的自己（Intellectual Self）は解離していないのだが、人は常にその2つの面をもっている。そして感情的自己＝基本人格が処理できないような問題に遭遇すると、理性的自己はそれを処理できるような交代人格を創造する。この交代人格は感情的自己に於ける思いつきや感情の動きが引き金になって活動を開始するので、患者が年齢を経て成熟するに従ってその交代人格の行動は患者の真の要求を満たさないようになってくるのである。

### アリソンのMPD論への評価
DSM-IVにおいて、それまでMPDと言われてきたものがDIDに変更された後も、MPDという名前に親近感を示しその名称を使い続ける治療者は多い。しかしアリソンほど強く反対しつづけている治療者は居ない。MPDとDIDは別物という説についてはなおさらである。
日本では、国立精神・神経センター病院での2000年から2006年3月までの集計を白川美也子が報告した際、通常はDIDとされるものをアリソンの定義に従い、7歳以前に重度のトラウマを受け、非常に多くの人格群が現れたケースをMPDとして分けて集計しているのが唯一の例外である。解離が幼少期より起こっている場合とそれ以外では様相が異なり、常にではないが、前者では基本人格が長いこと眠っており、他の交代人格とほとんど差はなくなっている場合が多いこと。また治療も長期化するということは多くの治療者が述べている。ただし、白川報告でも分けたのは集計表の上だけであり、本文ではその2つを別に論じたりはしていない。

## 「悪霊」から「想像人格(IIC)」へ

### 「悪霊の憑依」「エクソシズム」
1980年当時アリソンは、「感情的自己」から分れた「交代人格」とは更に別に、「悪霊」「邪悪な霊」が「憑依」していることもあるとも言っていた。
これは元々その人ではないのだから「除霊・悪魔祓い（エクソシズム）」するしかないと。そしてアリソンは自分がやってきたことはシャーマニズムの治療儀式に近いと言う。
しかし後には「悪霊の憑依」「侵略する死者の魂」は「IIC（後述） の一つのバージョン」であるというようになる。そして「エクソシズム」については2005年時点でも次ぎのように述べている。
侵略する死者の魂に対しては世界中であらゆる宗教がエクソシズムを、何世紀の長きに渉って行ってきた。これは決して馬鹿でも出来ることでもなければ、無知愚昧や向こう見ずなことでもない。 だのに精神科に於いてはそれが上手く機能していたとしても、“非科学的だ”の一言で片づけられてきた。それでもなお、そう言ったことが正当であるとされる場所や環境もあった。もし、患者がMPD でありかつISHが治療者にその精神的存在は“怒り以外の何者でもない”と語ったときには、それはISHが（その精神的存在を）IIC であると言うことを認めたことである。

### 想像人格（IIC:Internalized Imaginary Companions）
「IIC:Internalized Imaginary Companions」を直訳すると「内面化された想像上の仲間」となるが、通常いわれる「想像上の友達」とは全く別物である。
現在ではアリソン以外の治療者にとっては「想像上の友達」と交代人格は全く別物であるが、1970年代後半には「想像上の友達」が多重人格の起源として広く検討されていた。アリソンも1978年の論文で「想像上の友達」から救済者人格が作られることを述べ、この時点では「想像上の友達」から生まれたとしても「交代人格」であるとしている。
しかし後に「交代人格」とは別の疑似人格とでもいうべき「想像人格(IIC)」という概念を提唱し、「解離ではなく感情的な想像力によって生成された IIC を交代人格と混同すべきではない。IIC が、体を則り交代人格のように"存在”として体を動かし得るとしても」という。救済者人格は「感情的自己(Emotional Self=Personality) 」から生まれるものであって「想像上の友達」から生まれることは絶対になく「想像上の友達」から生まれた想像人格(IIC)は救済（統合）の必要のない「格下」となる。そのきっかけのひとつは先に触れたアリソンの患者マークが起こした強姦殺人事件である。この事件はアリソンにとって救済者人格とISHを区別し、MPDとDIDを分けるだけでなく、更に交代人格とは別の「想像人格(IIC)」という概念を生み出させる契機にもなった。アリソンのいう、交代人格ではない想像人格(IIC)とは次のようなものである。
「IIC はどの様な悪さをしても無頓着である。誰にもコントロールを受けない。それ故、IIC はしばしばとても危険な存在となる。  IIC はまるで軍隊で使用される、スマート爆弾のようなものだ。 いったん、爆弾がセットされると、ただ目標を破壊する、という非常にシンプルなメカニズムのため、修正不能である」

### 想像人格(IIC)の消去
アリソンによれば、ISH または救済者人格は想像人格(IIC)は自分たちの一部ではないと言い、想像人格(IIC)を自分たち（交代人格と基本人格）が全く傷つくことなく取り除くことが可能だと言う。そしてアリソンが1980年当時に「憑依した悪霊」と思ったものは、実はその本人の強い陰性の感情が「感情的自己」を支配している時に生み出される想像人格(IIC)だったという。アリソンによれば、子供が想像人格(IIC)を造りだす理由は多様である。 孤独、傷つけられた感情、恐れ、いらだち。負の感情であれば何の制限もないとして次ぎの様に説明する。
「IICは実際に現実的に今自分を脅かしている脅威に対しての怒りと言うより、子供の頃親にしかられた、とか、贈り物が貰えなかったなどの不愉快な事象に凝り固まっていることが多い。 自分の生命に危機が及んでいるということはまず無い」。そしてアリソンの患者であったヘンリー・ホークスワークの著書『The Five of Me』の中から、ホークスワークの想像人格(IIC)であるジョニーがどのようにつくりだされたかを紹介する。
「それはヘンリーの1歳と2歳の誕生日の間のことであり、彼の父が赤ん坊のヘンリーが何か悪さをしたときに叱るのだが、そのそしりを一手に引き受けて非難されるべき対象としてジョニーは具現化された」。
この記述は『イブの3つの顔』の患者クリス・コスナー・サイズモアの 『私はイヴ―ある多重人格者の自伝』（p.17、p.109）に出てくる「見知らぬ赤毛の少女」の状況と非常に良く一致する。他の治療者にとっては交代人格（あるいは人格の断片）のひとつなのだがアリソンにとってはそうではない。なぜならば、彼のとってはMPDでもDIDでも交代人格は「理性的自己」（ISHと同義）によって基本人格の性格的材料を基に作成されるものであるからである。交代人格はMPDの場合はISHの管理下に於かれている。DIDの場合はISHは居ないが、交代人格は未成熟な「感情的自己」と密接なつながりを持っている。それ故、怒りの交代人格であっても、その怒りを除去した後では、患者の解離していた「感情的自己」と統合することが容易である。ところが想像人格(IIC)は基本人格の性格的材料を基に作成されてはいない。「感情的自己」の意志によって「感情的想像力」をもって作成されている。従ってこれは統合されるべき存在ではなく、消去すべきものとなる。

### 「悪霊」と「想像人格」の評価
アリソンは自ら認めるように宗教的というより神智学に深い関心を示し、スピリチュアルな信念を持っている。これは精神医学の世界では少なくとも公式には認められない傾向である。そのことはISHの概念にも覗えるのだが、その最たるものが「悪霊の憑依」であり「エクソシズム」であり、これによってアリソンは精神科医の中で異端視されることになる。後年、その「悪霊の憑依」を、当初は別に考えていた「想像人格(IIC)」に統合している。その「IIC」も、本来は「ISH」とセットで理解されるべき重要な概念であるが、安克昌が注目しただけで、他の治療者からは黙殺されている。
服部雄一は『多重人格者の真実』（1998年）の中で自らエクソシズムを行った経験を述べ、また「エクソシズムの効果は？」という章で、コリン.A.ロス(Ross,C.A.)が行ったエクソシズム
や、国際解離研究学会の見解を紹介しているが、アリソンの「想像人格(IIC)」概念については一切触れていない。

## ISHへの他の治療者の態度

### パトナム以前
次ぎに、他の治療者はこのISHをどう見ているかである。アリソンはウイルバーと並ぶ草分け的存在であるので、直後に続く治療者達はみな先輩アリソンの論文を読んでおり、少なくとも初期にはそれなりの敬意を払っている。例えばアリソンと同年代の治療者コール(Coul,D.)は1978年に「ISHは治療者が思っていることよりも多くのことができ、より大きな影響力を行使できることを治療者は学び、理解しなければならない」と述べるが、その直前で「治療者はISHと＜生き馬の目を抜くような取引＞を恐れてはいけない。・・・ISHが自分の手札を一度に全部さらすことなどまずない」とも述べている。決して先輩アリソンのように神にも通じる崇高な存在とはみなしていない。
アリソンの次ぎの世代のクラフトは1984年に、パトナムに言わせると「何かのついでに」ISHのことを「晴朗で理知的で客観的なコメンテーターであり、アドバイザー」と紹介しただけで、その治療上の活用については何も触れていない。

### パトナムの「internal self-helper」
パトナム自身は1989年の著書で「私のISHに関する経験は限られたもの」「数人」で、それらのケースでは「計り知れないほど役にたつ情報源で案内役だった」と述べているが、同時に「自分がISHであるという交代人格の陳述を鵜呑みにするべきではない。」「少し眉に唾をつける。正しくない方向へ案内したり破壊的な助言を与えるニセISHがいるので治療者は用心しなければならない。」「長期的には治療者が自分自身の治療的判断力を用いなければならない」とも述べる。
また、略号では同じISHとなっても、アリソンは「Inner Self Helper」、パトナムは「internal self-helper」と言っている。日本語に翻訳すると同じことのように見えるが、パトナムは「Inner Self」から「self」を切り離してハイフォンで「helper」に結合し、残る「Inner」を「internal」に置き換えて、アリソンが用いた「Inner Self」という、スピリチュアルな世界の人たちに特別に意味付与された用語を消し去っている。
そしてアリソンの心霊的な言辞についてはについては、「困難な患者を相手に奮闘しているときの治療者は奇跡的な介入をやってみたいと願うものであり、この願望がISHには全知性があるという気にさせてしまうと私は思う」と述べる。アリソンにとってはISH（Inner Self Helper）は交代人格とは別物で、特別な意味を持った霊に通じるものだが、パトナムにとってのISH（internal self-helper）はあくまで交代人格のひとつである。

### パトナム以降
アリソン以外治療者のほとんどは総じて救済者人格、保護者人格は認めても、ISHについては懐疑的である。何かのついでにちらりとISHに触れただけで、治療の中心に据えたりはしていない。パトナムはその中ではISHについて多く述べた方だが、それも1989年の著書までであり、1998年の著書ではISHについてはまったく触れず、それどころか、交代人格の分類自体に否定的になり「各種各様の類型化が提案されてきたけれども、体系的なデータは無いに等しい。多重人格のタイプには、例えば子ども様人格状態群、怒れる人格状態群、護衛者(guardian)たち、迫害者たちが見つかっており、これだけでも将来の研究のやりがいが保証されたようなものである」と述べている。その段階でのパトナムの見解をよく表すのは次ぎの言葉である。
「交代人格はリアルである。それは存在する。しかし個々に分離した個人ではなく、離散的意識状態として存在するのである。・・・妙なことに、交代人格たちが別個の人間であるという見解を内々で受け入れているのは（DIDに対する）批判者たちのほうだ。」
それ以降このISHの概念を使ってDIDを説明した人は居ない。DIDの治療記録で比較的新しいものに、2007年に出版されたリチャード・ベアの『17人のわたし－ある多重人格女性の記録』があるが、その17人の人格の中の一人で、最後に統合されたホールドンはアリソンならISHと呼ぶものである。しかしリチャード・ベアはISHという言葉を使ってはいない。

### 日本の治療者の態度
アリソンの『「私」が私でない人たち』が邦訳されたのは1997年8月である。それ以前の同年3月に田中究、安克昌が発表した症例に代弁者（救済者人格）「あきこ」、怒りを表現する「レイ」、幼子「はるかちゃん」の他に「大きな上から見ている人（マザー）」が内部に居た。治療者はこの「マザー」がクラフトのいう「のどかで、理性的で客観的なコメントをする人」なのでISHと感じたが、パトナムがニセISHへの注意を喚起しているのでやや距離をおくことにしたと述べている。
服部雄一は 1998年の 『多重人格者の真実』において「保護者人格」の中に、他の人格を観察し、助言するオブザーバーのような人格がある実例を述べている。そしてISHを「アリソンが1974年に紹介した交代人格」と、アリソンに触れながらもそのプラトン二元論的な、あるいは神智学的な発想には触れずに、むしろそれを一生懸命灰汁抜きしたパトナムに近いニュアンスで紹介している。ただしいずれのケースにおいても、治療者の前に現れることはあっても、日常は表に出ることはない。
柴山雅俊は2010年の『解離の構造―私の変容と“むすび”の治療論』 の中で、「犠牲者としての私」と「生存者としての私」という切り口から解離と交代人格を述べるが、「犠牲者人格」も「生存者人格」もともにその感情的色合いから救済者にも迫害者にもなるとする。「犠牲者としての私」から生まれる救済者は「盾(protector)」あるいは「身代わりとしての救済者(scapgoat)」である。一方「生存者人格」は「犠牲者人格」から身を離して状況を俯瞰する。そのような「生存者人格」が、「救済者」「守護者(guardian)」となって現れたものがアリソンのいうISHであり、またフェレンツィ(Ferenczi,S.)が『臨床日記』で述べた守護天使(guardian angel)オルファであろうという。そして臨床例ではそれほど多いとはいえないが、そうした存在は治療者に的確な助言を与えてくれるとする。
ただし、日本においてこの5年間に出版されたDIDを主題とした専門書で、ISHについて触れているのは柴山雅俊の『解離の構造―私の変容と“むすび”の治療論』だけである。治療者が公式に口に出すことは滅多になく、ネット上では保護者人格と混同している例も多い。

## 注記
1. ↑  アリソンの著書『「私」が私でない人たち』の邦訳ではこちらを用いている。
2. ↑  原文：Experience with five subsequent patients with multiple personalities, all of whom had an equivalent to Beth, and all of whom found that they could get well only by listening to their Beth, has convinced me that this is the manifestation of a higher part of the personality which is a derivative of the Soul, a part called the Inner Self, the Real Self. or simply the Self.
3. ↑  Philemon：ユングの“spirit guides”のひとりの名前。とりあえず「守護霊」と考えても良い。一般にはあまり知られていないが、ユングは若い頃より心霊的な世界に深い関心をもっており、後年にそれを表明しはじめた。例えばこの記事「PsychoHeresy: C. G. Jung's Legacy to the Church」などが参考になる。ユングはこう書いている。
Philemon and other figures of my fantasies brought home to me the crucial insight that there are things in the psyche which I do not produce, but which produce themselves and have their own life. Philemon represented a force which was not myself. In my fantasies I held conversations with him, and he said things which I had not consciously thought. For I observed clearly that it was he who spoke, not I. . . . Psychologically, Philemon represented superior insight. He was a mysterious figure to me. At times he seemed to me quite real, as if he were a living personality. I went walking up and down the garden with him, and to me he was what the Indians call a guru.
(Jung, Memories, Dreams, Reflections, op. cit., p. 183.)
4. ↑  ロベルト・アサジョーリ（Roberto Assagioli 1888〜1974）は、現在トランスパーソナル心理学に分類されるサイコシンセシス（統合心理学）の提唱者。
5. ↑  
（部分訳）・・・私のお気に入りは日本語である。それは知的自己を「Risei」と呼び、情緒的な自己を「Kanjou」と呼ぶ

（原文）・・・But I learned from my foreign friends that root words for these two parts of the mind do exist in Middle Eastern and Oriental languages. My favorite is Japanese, which calls the Intellectual Self the "Risei" and the Emotional Self the "Kanjou." The Japanese recognize that we are constantly switching from being controlled by our Kanjou and being controlled by our emotions, to letting our Risei take over to solve our problems rationally.（Dissociation.Com-Definition of MPD
6. ↑  アリソンは後にMPDとDIDを区別するが、この段階では分けていない。
7. ↑  
アリソンは1985年の論文「Spiritual Helpers I Have Met」では前世にまで触れている。：One claimed to have been an Indian squawin Montana who had been multiple in her lifetime.  She had been cured by the Medicine Man, so she was sent to my to help her getwell from her multiplicity.
8. ↑  その説明はアリソン『「私」が私で無い人たち』1980年 7章「凶悪犯罪と多重人格」のpp.212-213.にある。
9. ↑  年齢は論文によって一定せず1985年の論文"Spiritual Helpers I Have Met" では"formed(ages 7-9)"であるが、おおよそ小学校入学前とアバウトに考えておけばよい。
10. ↑  例えばロバート・オクスナムの治療者ジェフリー・スミスは「公式な用語というより説明的な用語」として用いている。パトナムもDSM-IV以降もMPDと呼んでいるが、その理由（『解離』1997年 pp.120-121）はアリソンやジェフリー・スミスとは異なる。
11. ↑  原文：Therefore, a "Rescuer" alter-personality must be created, often from an imaginary playmate.
12. ↑  アリソンは自分の診療室で患者に「バービー人形の製造工場は閉鎖だ」と云っただけで毎週のように新しい想像人格(IIC)が出てくるのが止まったことがあるという。そしてこうも云っている。

「大人が見落としているのは、IIC は非常に簡単に形成しうると言う事と、作るのと同じだけそれらを意志の力によって消去することが容易であると言うことである。 IIC を消し去ってしまおうと決意することは、その子供にとって IIC をずっと側に置いておくことでもっと困ることが起こる、と気付くことである。 それに子供が気付いたときには、“消えてしまえ”と言うことが出来る。そう言うことが出来たとき、IIC はもう存在する事が出来なくなってしまう。」（アリソン 1998年論文）
13. ↑  ただしロスは「祖母の霊が（孫である患者の）体を離れる儀式はエクソシズムになるのだろうか」と自問し、それに「答えはノーである。それは強制的ではないからである。」と述べている。（『オシリス・コンプレックス』p.129）
14. ↑  2006年より国際トラウマ解離研究学会：International Society for the Study of Trauma and Dissociation(ISSTD)と改称。